# Love Letter (GACKT单曲)
《Love Letter》是Gackt的第25支单曲。该曲在Oricon公信榜上最高排至第九名，并保持在榜時間達到七周。

## 概要
作为松竹系剧场版动画电影《機動戦士Zガンダム A New Translation》系列（新译作三部曲）之最終作《機動戦士ΖガンダムIII A New Translation -星の鼓動は愛-》的片尾主题曲，
封面曲目《Love Letter》出自专辑《Love Letter》、同捆曲《Dybbuk》出自专辑《Crescent》。

## 收录曲目
1. Love Letter – 5:01
（作詞・作曲：Gackt.C / 編曲:Gackt.C・Chachamaru）
2. Dybbuk (Remix Version) – 3:33
（作詞・作曲：Gackt.C / 編曲:Gackt.C・Chachamaru）